# Haszbulla Magomedovics Magomedov
Haszbulla Magomedovics Magomedov (Mahacskala, Dagesztán, 2002. július 7. –) orosz-darg internetes személyiség és influencer, a TikTokon, az Instagramon és a YouTube-on lett ismert. Haszbulla növekedésihormon-hiányban szenved, amely következtében törpe termetű. Sok különböző MMA-versenyzővel és hírességgel készített videókat, aminek hírnevét is köszönheti.

## Hírneve
Haszbulla gyorsan híressé vált a közösségi médiában, különösen a szórakoztató és humoros videóinak köszönhetően. Sokszor humoros módon utánozott más híres embereket, mint például a vegyes harcművészetek (MMA) sportolóit. A videókban gyakran látható, ahogy verekedéseket szimulál, vagy éppen különböző kihívásokkal néz szembe.
Az egyik legismertebb videója, amiben Haszbulla egy másik híres dagesztáni influenszer, Abdurozik ellen küzdött. Bár mindkét személy kis termetű, a videókat gyakran úgy állították be, mintha igazi küzdelmeket vívnának, ami még nagyobb figyelmet vonzott. A két személy közötti rivalizálás a közönség számára szórakoztató és látványos volt.

## A vegyes harcművészetekben
Haszbulla különösen közismert lett, mivel gyakran kapcsolatba hozták az MMA világával. Különböző MMA-harcosokkal és edzőkkel is közreműködött, és több alkalommal találkozott olyan híres sportolókkal, mint Habib Nurmagomedov, aki a UFC történetének egyik legismertebb harcosa. Habib és Haszbulla közötti barátság is hozzájárult Haszbulla népszerűségéhez, mivel Khabib maga is nagy figyelmet szentelt neki.
A kis termetű influenszer számos MMA-eseményen is megjelent, sőt, a sportág szerelmesei között is egyfajta szimbólummá vált, akinek imázsát a humor és az elszántság ötvözi. Néhány interjúban és videóban Haszbulla arról beszélt, hogy szívesen kipróbálná magát egy igazi MMA mérkőzésen, de nyilvánvalóan szórakoztató módon és nem komoly veszélyekkel.

## Hatása
A közösségi médiában való aktív jelenléte révén rengeteg követőt szerzett. Sokan úgy vélik, hogy Haszbulla az egyik legnagyobb influenszer, aki nemcsak sajátos egyéniségével, hanem azzal is hozzájárul a társadalmi változásokhoz, hogy felhívja a figyelmet a kisebb testalkatú emberek jogaira és a törpenövés társadalmi megítélésére.